# Югавара
Югавара (яп. 湯河原町 Югавара-мати) — посёлок в Японии, находящийся в уезде Асигарасимо префектуры Канагава. Площадь посёлка составляет 40,99 км², население — 25 798 человек (1 августа 2014), плотность населения — 629,37 чел./км².

## Географическое положение
Посёлок расположен на острове Хонсю в префектуре Канагава региона Канто. С ним граничат города Одавара, Атами и посёлки Хаконе, Манадзуру, Каннами.

## Население
Население посёлка составляет 25 798 человек (1 августа 2014), а плотность — 629,37 чел./км². Изменение численности населения с 1980 по 2005 годы:
| 1980 | 25 456 чел. |  |
| 1985 | 26 027 чел. |  |
| 1990 | 27 717 чел. |  |
| 1995 | 28 389 чел. |  |
| 2000 | 27 721 чел. |  |
| 2005 | 27 430 чел. |  |

## Символика
Деревом посёлка считается сакура, цветком — Citrus unshiu, птицей — Zosterops japonicus.